# Wigan Athletic Football Club 2019-2020
Questa voce raccoglie le informazioni riguardanti il Wigan Athletic Football Club nelle competizioni ufficiali della stagione 2019-2020.

## Maglie e sponsor[1]
| Casa | Trasferta |

Fornitore tecnico: Puma

## Rosa
Aggiornata al 4 marzo 2020.
| N. |                        | Ruolo | Calciatore           |
| -- | ---------------------- | ----- | -------------------- |
| 1  | Inghilterra (bandiera) | P     | David Marshall       |
| 2  | Inghilterra (bandiera) | D     | Nathan Byrne         |
| 3  | Stati Uniti (bandiera) | D     | Antonee Robinson     |
| 4  | Scozia (bandiera)      | C     | Lewis Macleod        |
| 5  | Egitto (bandiera)      | C     | Sam Morsy (capitano) |
| 6  | Scozia (bandiera)      | D     | Danny Fox            |
| 7  | Irlanda (bandiera)     | C     | Anthony Pilkington   |
| 8  | Galles (bandiera)      | C     | Lee Evans            |
| 9  | Inghilterra (bandiera) | A     | Jamal Lowe           |
| 11 | Inghilterra (bandiera) | A     | Gavin Massey         |
| 12 | Inghilterra (bandiera) | D     | Tom Pearce           |
| 14 | Inghilterra (bandiera) | A     | Joe Garner           |
| 15 | Inghilterra (bandiera) | D     | Dujon Sterling       |
| 17 | Inghilterra (bandiera) | A     | Michael Jacobs       |
| 18 | Inghilterra (bandiera) | C     | Gary Roberts         |

| N. |                        | Ruolo | Calciatore       |
| -- | ---------------------- | ----- | ---------------- |
| 19 | Galles (bandiera)      | A     | Kieffer Moore    |
| 20 | Inghilterra (bandiera) | C     | Joe Williams     |
| 21 | Francia (bandiera)     | D     | Cédric Kipré     |
| 22 | Giamaica (bandiera)    | D     | Cheyenne Dunkley |
| 23 | Inghilterra (bandiera) | P     | Jamie Jones      |
| 25 | Romania (bandiera)     | C     | Alex Dobre       |
| 27 | Slovenia (bandiera)    | A     | Jan Mlakar       |
| 29 | Ungheria (bandiera)    | P     | Dániel Gyollai   |
| 30 | Inghilterra (bandiera) | C     | Kieran Dowell    |
| 31 | Inghilterra (bandiera) | C     | Chris Merrie     |
| 32 | Inghilterra (bandiera) | A     | Charlie Jolley   |
| 33 | Scozia (bandiera)      | A     | Kal Naismith     |
| 37 | Nigeria (bandiera)     | D     | Leon Balogun     |
| 38 | Inghilterra (bandiera) | A     | Joe Gelhardt     |
| 39 | Inghilterra (bandiera) | C     | Jensen Weir      |